# Katharina Kost-Tolmein
Katharina Kost-Tolmein (* 1973 in Ludwigshafen am Rhein) ist eine deutsche Dramaturgin und Theaterleiterin. Sie war von der Spielzeit 2013/14 bis 2020 Operndirektorin am Theater Lübeck im Rahmen eines Direktoriums bestehend aus Schauspieldirektor, Operndirektorin und Geschäftsführendem (Verwaltungs-)Direktor. Seit Januar 2022 ist sie Generalintendantin am Theater Münster.

## Biographie
Kost-Tolmein studierte Klavier an der Hochschule für Musik Karlsruhe sowie am Königlichen Konservatorium Brüssel und schloss 1996 mit dem Diplom ab. Anschließend studierte sie Musikwissenschaften und Philosophie an der Ruprecht-Karls-Universität Heidelberg. Erste Engagements führten sie ab 1997/98 als Assistentin in die Operndramaturgie des Nationaltheaters Mannheim (Intendanz Ulrich Schwab) und 2002/03 als Musikdramaturgin ans Theater Heidelberg (Intendanz Günther Beelitz). In Heidelberg arbeitete sie mit dem Oberspielleiter der Oper Wolf Widder, der Leiterin der Tanzsparte Irina Pauls und u. a. den Regisseuren Wolfram Mehring und Thomas Schulte-Michels zusammen.
2005 promovierte sie mit einer Arbeit über »Das tragico fine auf venezianischen Opernbühnen des späten 18. Jahrhunderts« bei Silke Leopold an der Universität Heidelberg. 2004 bis 2006 war sie Stipendiatin der Akademie Musiktheater heute der Deutsche Bank Stiftung.
2005 ging sie als Musikdramaturgin ans Theater Lübeck, wo sie seit der Spielzeit 2007/08 als Leitende Musikdramaturgin und Stellvertreterin des Operndirektors arbeitete. Zwischen 2007 und 2011 betreute sie als Dramaturgin die unter der musikalischen Leitung von Roman Brogli-Sacher in der Inszenierung von Anthony Pilavachi entstandene, mehrfach prämierte Produktion »Der Ring des Nibelungen« im Rahmen des sparten- und institutionenübergreifenden Projektes »Wagner-trifft-Mann«. 2007 war sie an der Gründung des von der Lübecker Possehl-Stiftung geförderten Internationalen Opernelitestudios des Theater Lübeck und der Musikhochschule Lübeck beteiligt.
Seit 2013/14 leitet sie das Lübecker Musiktheater als Operndirektorin. Sie holte in dieser Zeit u. a. die Regisseure und Regisseurinnen Jochen Biganzoli, Cordula Däuper, Tilman Knabe, Peter Konwitschny, Sandra Leupold, Florian Lutz und Tom Ryser ans Theater Lübeck. 2014 erhielt Sandra Leupold für die von Kost-Tolmein in Lübeck dramaturgisch betreute Inszenierung „Don Carlo“ den Regiepreis DER FAUST. 2016 wurde Jochen Biganzolis unter Kost-Tolmeins Operndirektion in Lübeck entstandene Inszenierung „Lady Macbeth von Mzensk“ für den Theaterpreis DER FAUST nominiert
Kost-Tolmein pflegt am Theater Lübeck seit 2013 u. a. Kooperationen mit dem Theater an der Wien, der Volksoper Wien, dem Staatstheater Nürnberg, der Oper Halle, dem Theater Orchester Biel Solothurn, dem Theater Kiel, dem Theater Hagen, der Oper Göteborg und der Fondazione Arena di Verona sowie mit Lübecker Museen, Schulen und Hochschulen. Sie spielte erstmals regelmäßig Opern des Barock und der vorklassischen Zeit am Theater Lübeck, „erreichte ein breites Publikum durch populäre Produktionen wie Bernsteins ‚West Side Story‘“, und steht für „zeitgenössisches und experimentierfreudiges Musiktheater“. Besondere überregionale Aufmerksamkeit erregten zwischen 2013 und 2020 in Lübeck spartenübergreifende Produktionen wie Bernsteins „Mass“ oder Purcells „The Fairy Queen“ (beide: Musikalische Leitung: Andreas Wolf, Regie: Tom Ryser, Bühne und Kostüme: Stefan Rieckhoff, Choreographie: Lillian Stillwell) sowie Inszenierungen, die neue performative und diskursive Formaten entwickelten, wie Wagners „Tannhäuser“ (Musikalische Leitung: Ryusuke Numajiri, Regie: Florian Lutz, Bühne: Christoph Ernst (Bühnenbildner), Kostüme: Mechthild Feuerstein, Dramaturgie: Katharina Kost-Tolmein) oder Offenbachs „Hoffmanns Erzählungen“ (Musikalische Leitung: Ryusuke Numajiri, Regie: Florian Lutz, Bühne: Martin Kukulies, Kostüme: Mechthild Feuerstein, Dramaturgie: Katharina Kost-Tolmein), Schostakowitschs „Lady Macbeth von Mzensk“ Schrekers „Der ferne Klang“ und Webers „Freischütz“ (jeweils: Musikalische Leitung: Andreas Wolf, Regie: Jochen Biganzoli, Bühne: Wolf Gutjahr, Kostüme: Katharina Weissenborn (Kostümbildnerin), Dramaturgie: Francis Hüsers).
Im August 2019 hat Kost-Tolmein ihren Abschied vom Theater Lübeck zum Ende der Spielzeit 2019/20 angekündigt.
Im Rahmen des vom Fonds Doppelpass der Kulturstiftung des Bundes geförderten Kooperationsprojektes „I like Africa and Africa likes me – I like Europe and Europe likes me“ mit dem Künstlerkollektiv Angermayr/Goerge/Somé/Traoré/van Schoor und der Oper Halle brachte sie am Theater Lübeck am 6. März 2020 die Uraufführung „L’Européenne“ (Konzept von Thomas Goerge und Lionel Poutiaire Somé, Musik von Richard van Schoor, Libretto von Thomas Goerge frei nach Motiven des Kurzfilms »Die falsche Seite« von Lionel Poutiaire Somé) heraus.
Ihre erste Spielzeit am Theater Münster eröffnete sie mit der auch überregional beachteten Premiere von Ernst Kreneks Das Leben des Orest, eine 1930 in Leipzig uraufgeführte Oper, die seit 1961 nicht mehr gespielt worden war. Patrick Bahners bewertete die Entscheidung für das Werk im Feuilleton der Frankfurter Allgemeinen Zeitung als „kühne[n] Beginn der Intendanz Kost-Tolmein“. Das Fachblatt Opernwelt urteilte über Magdalena Fuchsbergers Inszenierung, sie sei „mehr als nur eine fantastische Wiederentdeckung“. Die Oper ist ein Teil des für die Spielzeit 2022/2023 spartenübergreifend konzipierten Verhandlungsfeldes Generationenkonflikt, das mit der Orestie im Schauspiel und den Furien im Tanztheater als Antikenprojekt begonnen hat.
Kost-Tolmein ist mit dem Rechtsanwalt und Journalisten Oliver Tolmein verheiratet und hat mit ihm eine Tochter. Sie leben in Hamburg und Münster.

## Auszeichnungen
- 2014: Auszeichnung des Theater Lübeck mit dem Rudolf Stilcken Preis für Kultur-Kommunikation in der Kategorie „Kontinuität und Marke“ in der Metropolregion Hamburg für das Projekt „Wagner-trifft-Mann“
- 2014: DER FAUST für Sandra Leupolds Inszenierung „Don Carlo“

## Veröffentlichungen
- Katharina Kost: Art. Nasolini, Sebastiano in: MGG Online, hrsg. von Laurenz Lütteken, Kassel, Stuttgart, New York 2016ff., zuerst veröffentlicht 2004, online veröffentlicht 2016, https://www.mgg-online.com/mgg/stable/52839
- Katharina Kost: Artikel „Il Don Chisciotte“, „I Cinesi“, „Amor vincitore“, „L’Endimione“, „L’Arcadia conservata“, in: Silke Leopold, Bärbel Pelker (Hrsg.): Hofoper in Schwetzingen. Musik, Bühnenkunst, Architektur, Heidelberg 2004
- Katharina Kost: Das tragico fine auf venezianischen Opernbühnen des späten 18. Jahrhunderts, Diss. Heidelberg 2006, https://archiv.ub.uni-heidelberg.de/volltextserver/6611/
- Sidney Smith, Katharina Kost: Theater Lübeck. Geschichte, Räume, Höhepunkte, Menschen. Die 100. Spielzeit in Martin Dülfers Jugendstilbau. Hrsg.: Theater Lübeck. Schmidt-Römhild, Lübeck 2008, ISBN 978-3-7950-1288-5.